# Квінт Цецилій Метелл Нумідійський
Квінт Цецилій Метелл Нумідійський (159 — 91 р. до н. е.) — політичний та військовий діяч Римської республіки, консул 109 року до н. е.

## Життєпис
Походив з роду нобілів Цециліїв. Син Луція Цецилія Метелла Кальва, консула 142 року до н. е. Замолоду вчився в Афінах у відомого філософа та ритора Карнеада. 
У 115 році до н. е. став членом колегії авгурів. У 112 році до н. е. його обрано претором. Після управління провінцією (назва не відома) як пропретора Метелла було звинувачено у вимаганні, втім його репутація була настільки бездоганна, що судді виправдали Квінта, навіть не ознайомившись з рахунковими книгами.
У 109 році до н. е. його обрано консулом разом з Марком Юнієм Сіланом. Йому доручили вести війну проти Югурти, царя Нумідії. Метелл відновив дисципліну в армії, а після цього завдав тяжкої поразки нумідійцям у битві на річці Мутул. У 108—107 роках Метеллу доручено керування Нумідією як проконсулу. Він займався захопленням міст, проте не зміг протидіяти партизанській тактиці царя Югурти. Незадоволений плебс та сенатори затягненням нумідійської кампанії спрямували на заміну Метеллу Гая Марія. Повернувшись до Рима Квінт Цецилій отримав тріумф та агномен «Нумідійський».
У 102 році до н. е. його обрано цензором разом з Гаєм Цецилієм Метеллом Капрарієм. Не допустив включення до сенату Луція Еквіція, який назвав себе сином Тиберія Гракха, намагався виключити із складу сенату Луція Апулея Сатурніна та Гая Главцію, проте не отримав згоди колеги. У 100 році до н. е. відмовився принести клятви щодо виконання аграрного закону Сатурніна й тому вимушений був піти у вигнання на острів Родос. Тільки у 99 році до н. е. йому вдалося повернутися завдяки діям народного трибуна Квінта Калідія. У 91 році до н. е. Метелл був отруєний Квінтом Варієм, народним трибуном.

## Родина
- Квінт Цецилій Метелл Пій